# Cléry (Savoie)
Pour les articles homonymes, voir Cléry.
Cléry est une commune française située dans le département de la Savoie, en région Auvergne-Rhône-Alpes.

## Géographie

### Climat
Pour des articles plus généraux, voir Climat d'Auvergne-Rhône-Alpes et Climat de la Savoie.
En 2010, le climat de la commune est de type climat de montagne, selon une étude du Centre national de la recherche scientifique s'appuyant sur une série de données couvrant la période 1971-2000. En 2020, Météo-France publie une typologie des climats de la France métropolitaine dans laquelle la commune est exposée à un climat de montagne ou de marges de montagne et est dans la région climatique Alpes du nord, caractérisée par une pluviométrie annuelle de 1 200 à 1 500 mm, irrégulièrement répartie en été.
Pour la période 1971-2000, la température annuelle moyenne est de 9,9 °C, avec une amplitude thermique annuelle de 18,1 °C. Le cumul annuel moyen de précipitations est de 1 475 mm, avec 9,9 jours de précipitations en janvier et 9,1 jours en juillet. Pour la période 1991-2020, la température moyenne annuelle observée sur la station météorologique de Météo-France la plus proche, « Gilly sur Isère », sur la commune de Gilly-sur-Isère à 5 km à vol d'oiseau, est de 11,4 °C et le cumul annuel moyen de précipitations est de 1 353,7 mm,. Pour l'avenir, les paramètres climatiques de la commune estimés pour 2050 selon différents scénarios d'émission de gaz à effet de serre sont consultables sur un site dédié publié par Météo-France en novembre 2022.

## Urbanisme

### Typologie
Au 1er janvier 2024, Cléry est catégorisée commune rurale à habitat dispersé, selon la nouvelle grille communale de densité à sept niveaux définie par l'Insee en 2022.
Elle est située hors unité urbaine. Par ailleurs la commune fait partie de l'aire d'attraction d'Albertville, dont elle est une commune de la couronne,. Cette aire, qui regroupe 30 communes, est catégorisée dans les aires de 50 000 à moins de 200 000 habitants,.

### Occupation des sols
L'occupation des sols de la commune, telle qu'elle ressort de la base de données européenne d’occupation biophysique des sols Corine Land Cover (CLC), est marquée par l'importance des forêts et milieux semi-naturels (77,5 % en 2018), une proportion sensiblement équivalente à celle de 1990 (77,9 %). La répartition détaillée en 2018 est la suivante : 
forêts (56,7 %), zones agricoles hétérogènes (22,5 %), milieux à végétation arbustive et/ou herbacée (20,8 %).
L'IGN met par ailleurs à disposition un outil en ligne permettant de comparer l’évolution dans le temps de l’occupation des sols de la commune (ou de territoires à des échelles différentes). Plusieurs époques sont accessibles sous forme de cartes ou photos aériennes : la carte de Cassini (XVIIIe siècle), la carte d'état-major (1820-1866) et la période actuelle (1950 à aujourd'hui).

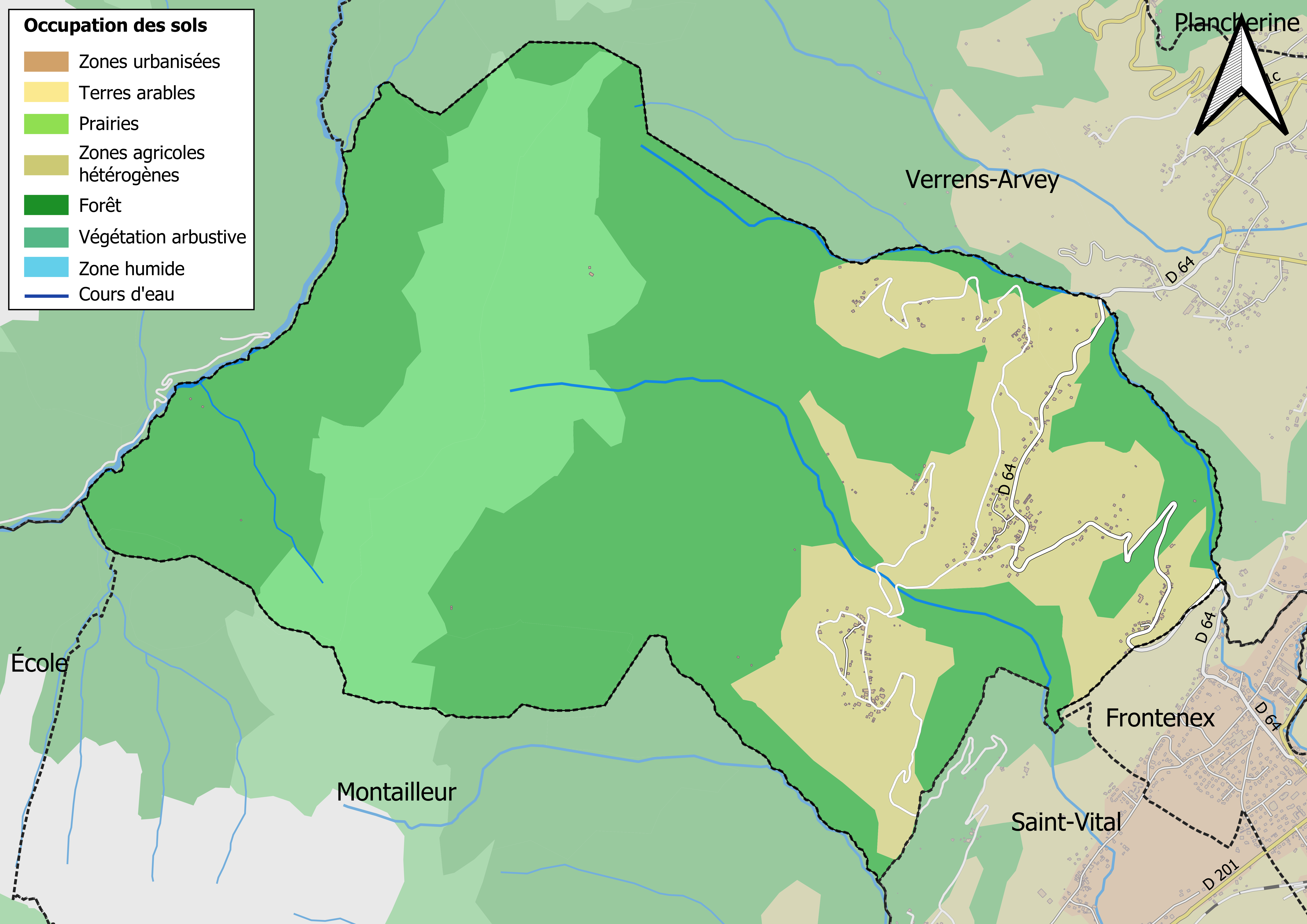
Carte des infrastructures et de l'occupation des sols en 2018 (CLC) de la commune.
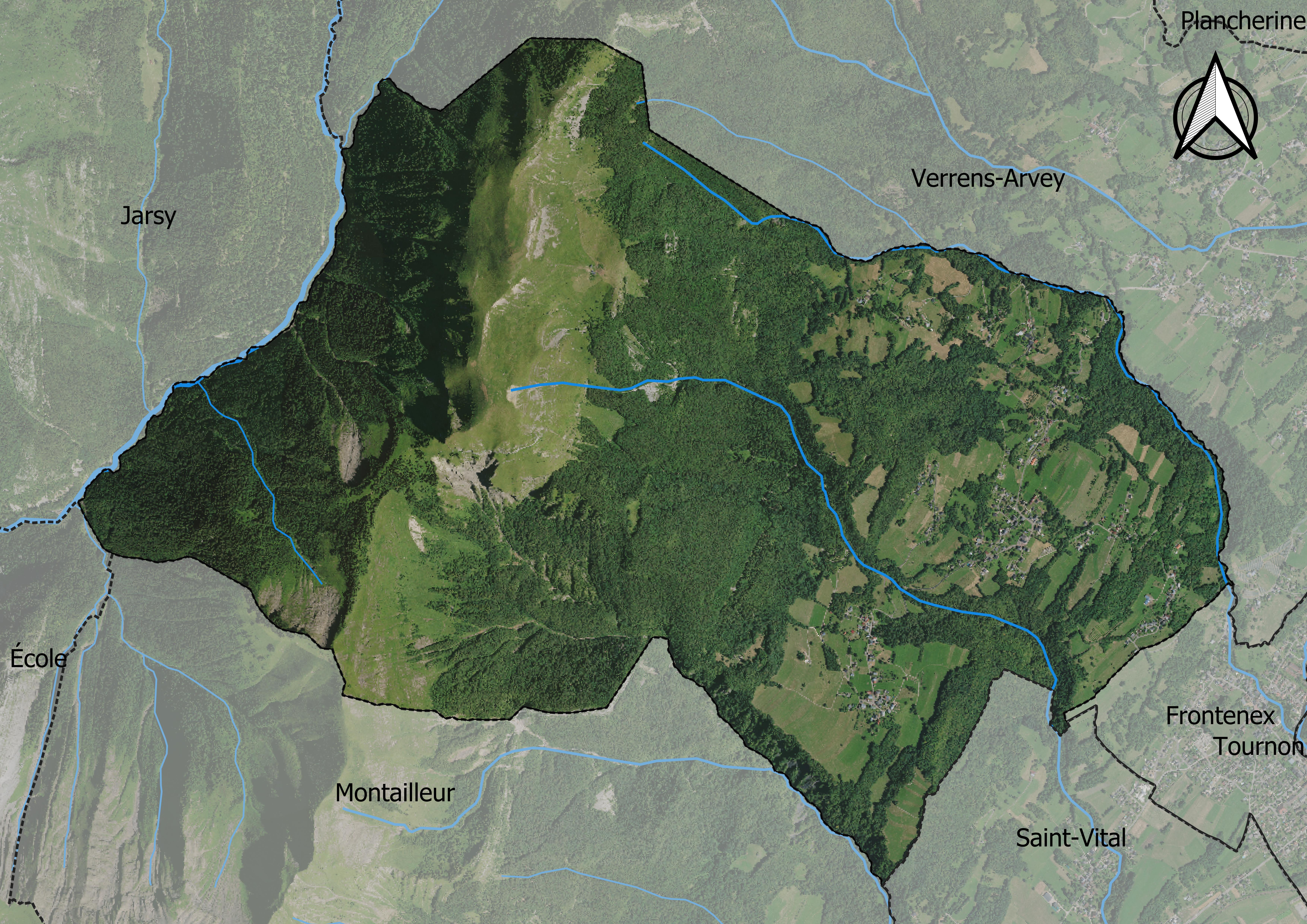
Carte orthophotogrammétrique de la commune.

## Toponymie
Les premières mentions remontent au XIIe siècle. On trouve dans la documentation médiévale les formes Cleriacum (1132), Ecclesia de Cleriaco (1171), puis siècle suivant, la forme Clayriey (1255), et Ecclesia de Clariaco, au XIVe siècle.
Selon Gros, Clariacum est le domaine de Clarius.
En francoprovençal, le nom de la commune s'écrit Klyèryé, selon la graphie de Conflans.

## Histoire
Le village est mentionné dès XIIe siècle, notamment l'église, Ecclesia de Cleriaco.

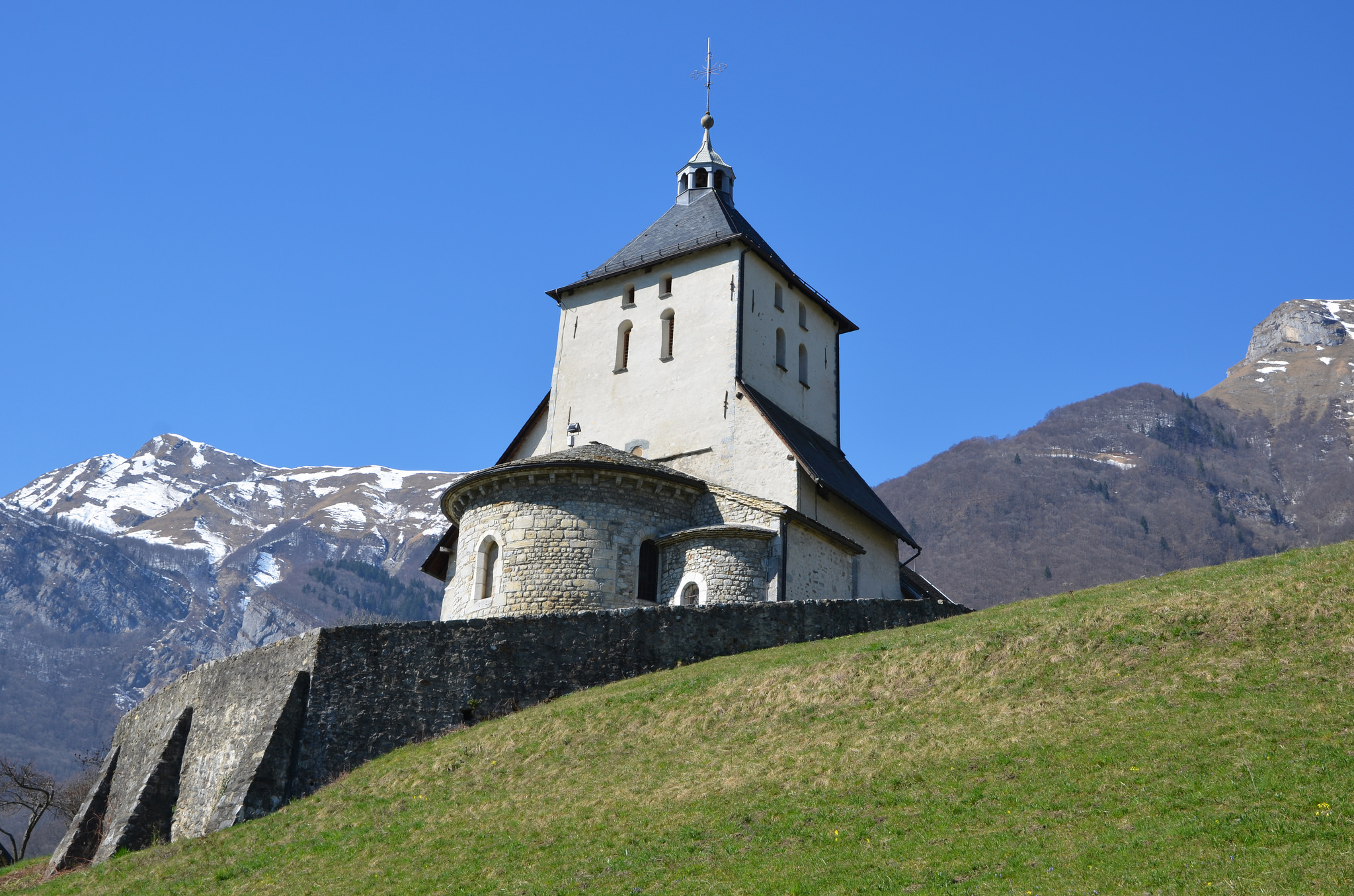
L'église romane de Cléry.

## Politique et administration

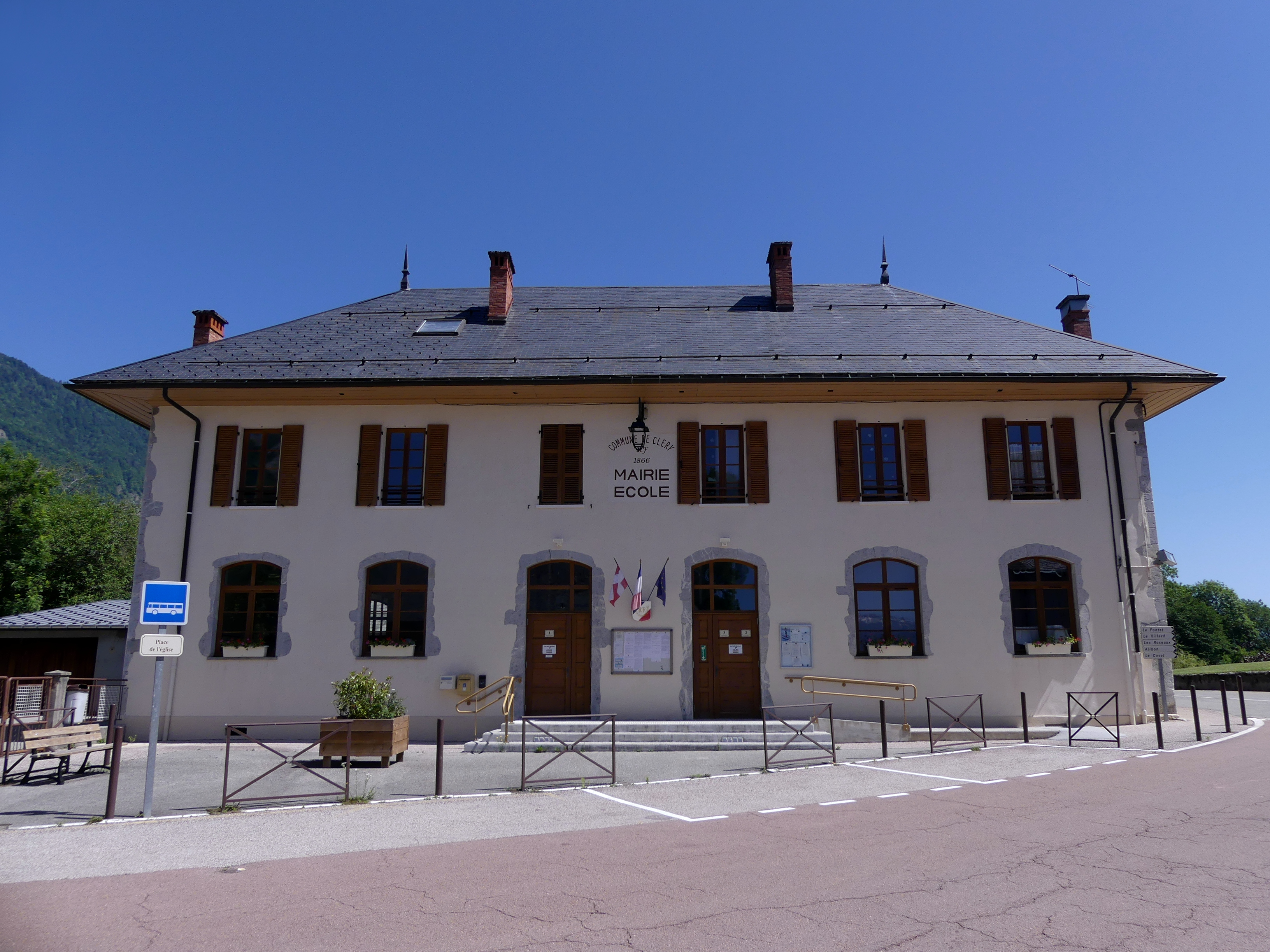
Mairie de Cléry.

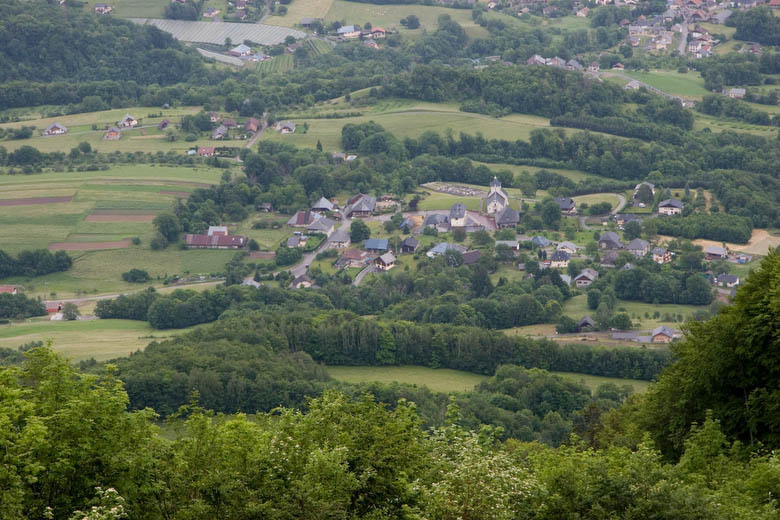
Cléry vue d'Orisan.

| Période                                  | Période   | Identité                 | Étiquette                               | Qualité |
| ---------------------------------------- | --------- | ------------------------ | --------------------------------------- | ------- |
| Les données manquantes sont à compléter. |           |                          |                                         |         |
| 1977                                     | mars 2008 | Denis Biguet-Petit-Jean  |                                         |         |
| mars 2008                                | En cours  | Frédéric Palluel-Lafleur | Nouveau front populaire ( depuis 2024 ) |         |

## Démographie
L'évolution du nombre d'habitants est connue à travers les recensements de la population effectués dans la commune depuis 1793. Pour les communes de moins de 10 000 habitants, une enquête de recensement portant sur toute la population est réalisée tous les cinq ans, les populations de référence des années intermédiaires étant quant à elles estimées par interpolation ou extrapolation. Pour la commune, le premier recensement exhaustif entrant dans le cadre du nouveau dispositif a été réalisé en 2007.

En 2022, la commune comptait 374 habitants, en évolution de −10,53 % par rapport à 2016 (Savoie : +3,63 %, France hors Mayotte : +2,11 %).
| 1793 | 1800 | 1806 | 1822 | 1838  | 1848  | 1858 | 1861 | 1866 |
| ---- | ---- | ---- | ---- | ----- | ----- | ---- | ---- | ---- |
| 726  | 718  | 796  | 869  | 1 067 | 1 066 | 903  | 927  | 903  |

| 1872 | 1876 | 1881 | 1886 | 1891 | 1896 | 1901 | 1906 | 1911 |
| ---- | ---- | ---- | ---- | ---- | ---- | ---- | ---- | ---- |
| 546  | 525  | 599  | 524  | 482  | 481  | 452  | 397  | 379  |

| 1921 | 1926 | 1931 | 1936 | 1946 | 1954 | 1962 | 1968 | 1975 |
| ---- | ---- | ---- | ---- | ---- | ---- | ---- | ---- | ---- |
| 349  | 343  | 310  | 306  | 278  | 247  | 226  | 210  | 188  |

| 1982 | 1990 | 1999 | 2006 | 2007 | 2012 | 2017 | 2022 | - |
| ---- | ---- | ---- | ---- | ---- | ---- | ---- | ---- | - |
| 204  | 215  | 226  | 366  | 386  | 439  | 404  | 374  | - |

## Culture locale et patrimoine

### Lieux et monuments

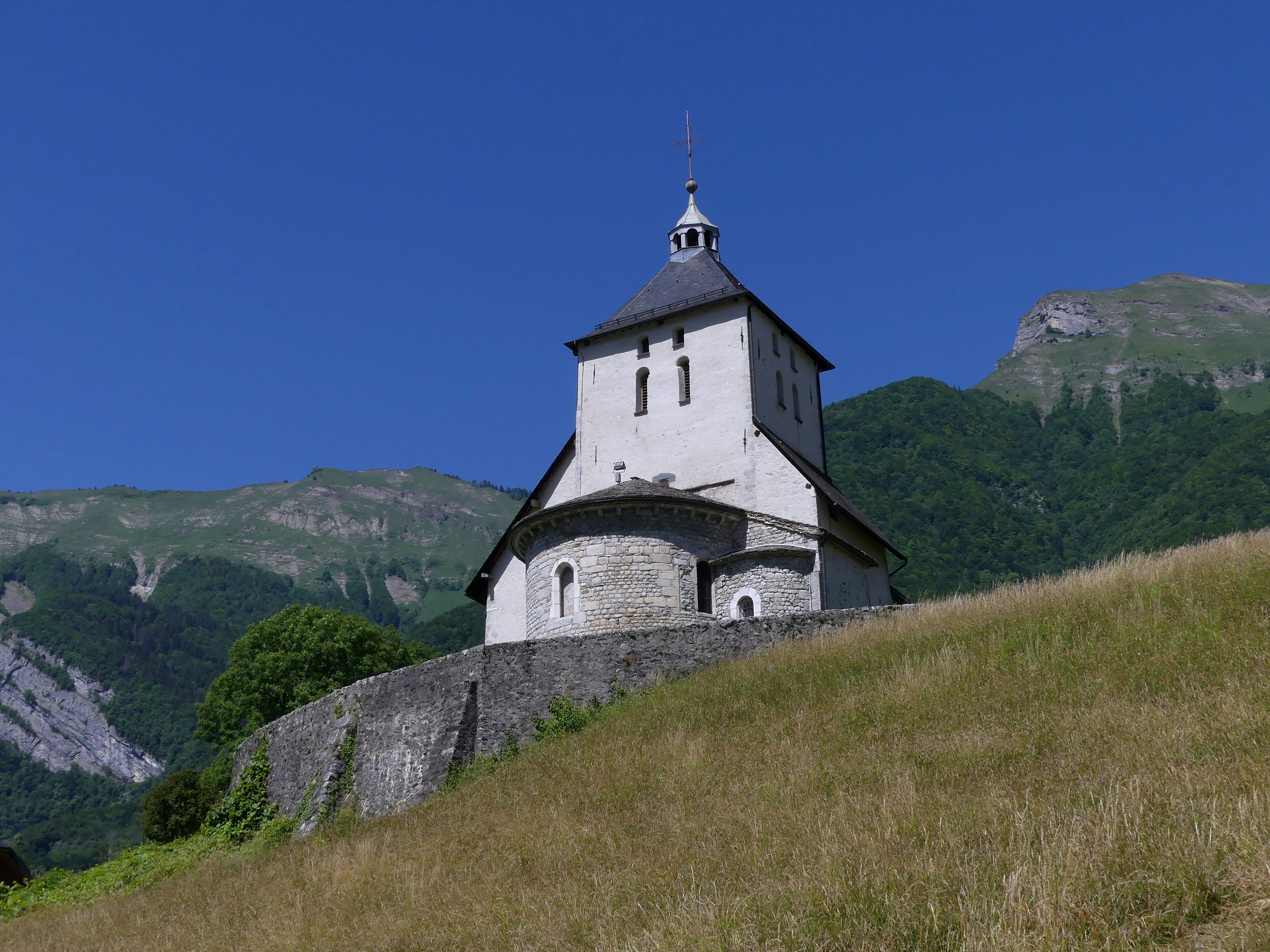
L'église de Cléry.

- Église Saint-Jean-Baptiste,  Classée MH (1930)[18], rare église d'architecture romane homogène en Savoie.